# دی-آلانین—دی-آلانین لیگاز
در آنزیم‌شناسی، دی-آلانین—دی-آلانین لیگاز (عدد گروه آنزیم 6.3.2.4) آنزیمیست که واکنش شیمیایی زیر را کاتالیز می‌کند.
آدنوزین تری‌فسفات + ۲ دی-آلانین {\displaystyle \rightleftharpoons } آدنوزین دی‌فسفات + فسفات + دی-آلانین-دی-آلانین
بنابراین، دو سوبسترای این آنزیم ATP و دی-آلانین هستند، در حالی که ۳ محصول آن ADP، فسفات و دی-آلانین—دی-آلانین هستند.